# Нартециеви
Нартециевите (Nartheciaceae) са семейство растения от разред Диоскореецветни (Dioscoreales).
Таксонът е описан за пръв път от Юнас Бюрзон през 1846 година.

## Родове
- Abama
- Aletris
- Lophiola
- Metanarthecium
- Narthecium
- Nietneria